# پادشاهی افغانستان
پادشاهی افغانستان یک پادشاهی مشروطه در جنوب و آسیای مرکزی بود که در سال ۱۹۲۶ به عنوان یک کشور از امارت افغانستان تأسیس شد. نخستین پادشاه، امان‌الله خان بود که هفت سال پس از به دست گرفتن قدرت، پادشاهی خود را اعلام کرد.

## تاریخ
امیر امان‌الله خان مشتاق نوسازی افغانستان بود و چندین قیام را به رهبری مخالفان محافظه کار خود برانگیخت. یکی از این شورش‌ها در حالی که او در سال ۱۹۲۷ از اروپا بازدید می‌کرد آغاز شد. او به نفع برادرش عنایت الله خان، که تنها سه روز قبل از قدرت گرفتن رهبر شورش حبیب‌الله کلاکانی و بازگرداندن امارت، حکومت کرد، کناره‌گیری کرد.
پس از ۱۰ ماه، محمد نادر، وزیر جنگ امان‌الله خان، از تبعید به هند بازگشت. ارتش او دولت سقاوی را سرنگون کرد و کابل را غارت کرد. پس از آن، نیروهای کلاکانی را دستگیر و اعدام کردند. محمد نادر پادشاهی را احیا کرد، در اکتبر ۱۹۲۹ به عنوان محمد نادرشاه به عنوان پادشاه افغانستان اعلام شد و در ادامه راه اصلاح طلبی آخرین پادشاه، امان‌الله خان را بازگرداند. جانشین او پسرش محمد ظاهر شاه شد که حکومتش از سال ۱۹۳۳ آغاز شد و ۳۹ سال به طول انجامید. ظاهر شاه، آخرین پادشاه افغانستان، در نهایت توسط پسر عموی خود محمد داوود خان سرنگون شد که با موفقیت به سلطنت چند صد ساله پایان داد و یک جمهوری ایجاد کرد. تحت رهبری ظاهر شاه بود که دولت افغانستان به دنبال روابط با جهان خارج، به ویژه با اتحاد جماهیر شوروی، فرانسه، بریتانیای کبیر و ایالات متحده بود.
در ۲۷ سپتامبر ۱۹۳۴، در زمان ظاهر شاه، پادشاهی افغانستان به جامعه ملل پیوست. در طول جنگ جهانی دوم، افغانستان بی‌طرف ماند و سیاست دیپلماتیک عدم تعهد را دنبال کرد. اگر چه افغانستان در جنگ جهانی دوم بی‌طرف بود، اما روابطی با آلمان نازی داشت، اما پس از حمله انگلیس و شوروی به ایران این روابط قطع شد.
افغانستان در ۲۹ اوت ۱۹۴۶ به عضویت سازمان ملل متحد پذیرفته شد. در سال ۱۹۴۷، افغانستان تنها عضو سازمان ملل بود که به پذیرش پاکستان در سازمان ملل رای منفی داد. این بیشتر به دلیل درخواست پادشاهی برای پشتونستان انجام شد. نیکیتا خروشچف از پایتخت کابل دیدن کرد و در سال ۱۹۵۵ ادعاهای افغانها را در مورد پشتونستان تأیید کرد. افغانستان همچنین در سال ۱۹۶۱ به عضویت جنبش غیرمتعهدها درآمد. داوود خان، نخست‌وزیر افغانستان در آن زمان، برای توسعه صنایع مدرن و آموزش در کشور تلاش زیادی کرد. در ژوئیه ۱۹۷۳، داود خان در حالی که ظاهرشاه در کشور نبود، کودتای بدون خونریزی انجام داد. ماه بعد، ظاهر شاه به امید اجتناب از یک جنگ داخلی، که رسماً پایان پادشاهی افغانستان و آغاز جمهوری را نشان داد، از سلطنت کنار رفت.